# N-jodsukcinimid
N-Jodsukcinimid je organická sloučenina se vzorcem C2H4(CO)2NI. Používá se jako jodační činidlo pro alkeny a jako oxidační činidlo.
Jde o jodový analog N-chlorsukcinimidu a N-bromsukcinimidu, které mají obdobná využití.